# کورگان

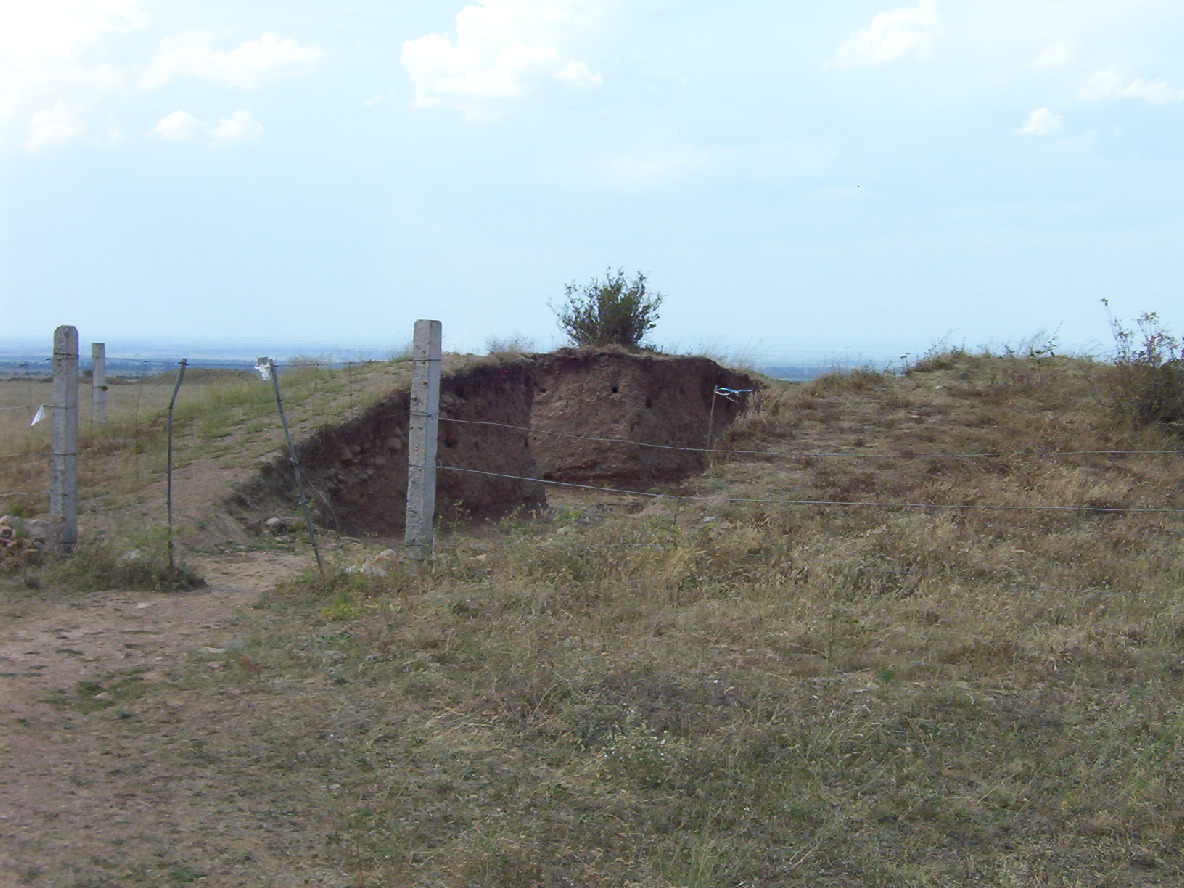
کورگان ایسیک

کورگان (به روسی: курга́н) گونه‌ای گورپشته است. آرامگاه زیر این کورگان‌ها به‌طور معمول از جنس چوب می‌باشد؛ کهن‌ترین کورگان‌ها مربوط به هزارهٔ چهارم پیش از میلاد می‌باشند و در شمال قفقاز یافت شده‌اند و مربوط به مردمان هندواروپایی می‌باشند. فرهنگ کورگان به چند زیرفرهنگ از جمله فرهنگ گورالواری و فرهنگ گورچالی همچنین اقوامی چون سکاها، سرمتی‌ها، هون‌ها، کومان‌ها و قپچاق‌ها تعلق‌دارد. پراکنش کورگان‌ها بیشتر از دریای سیاه تا دریاچه بایکال است.

## نگارخانه

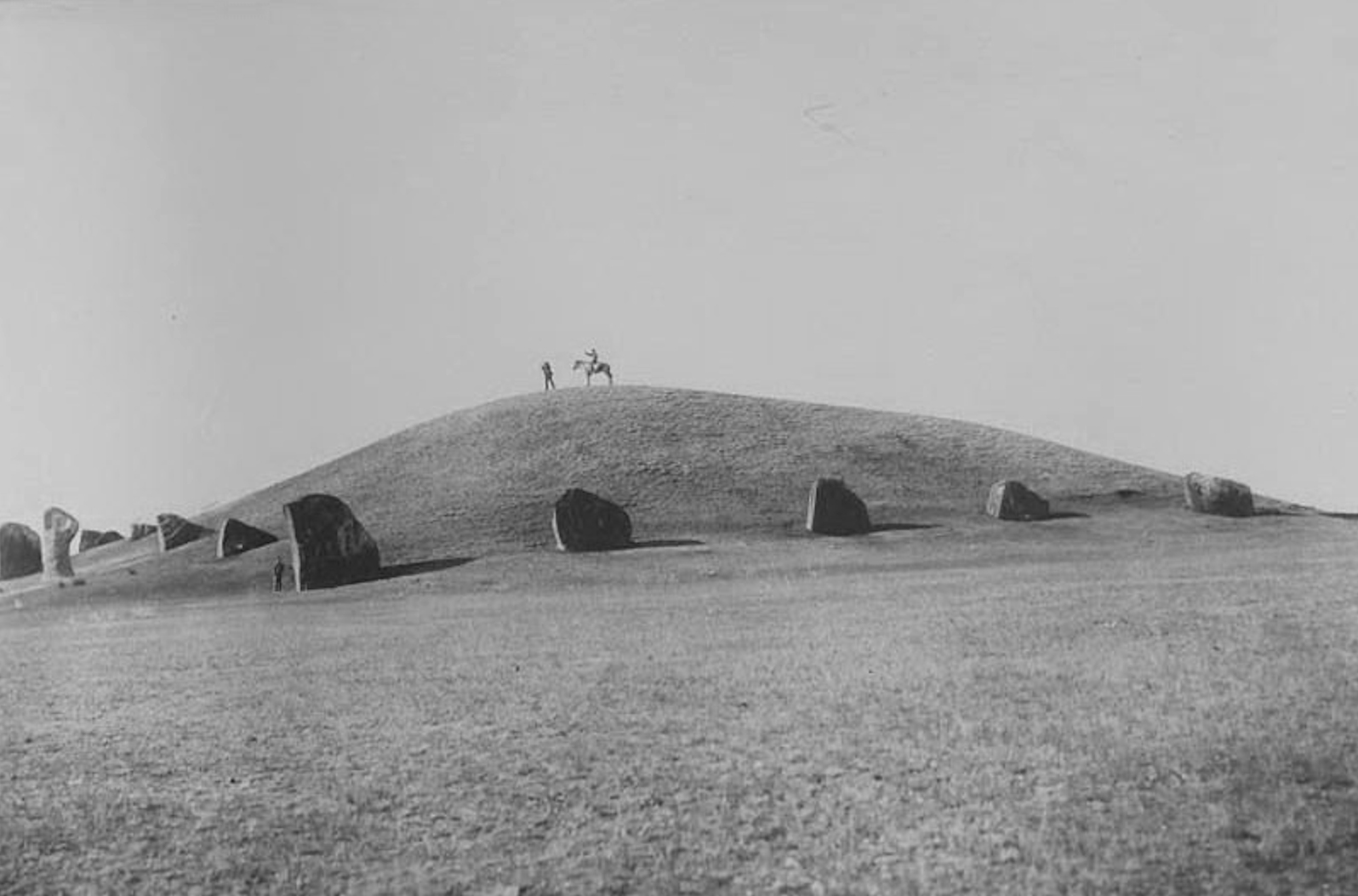
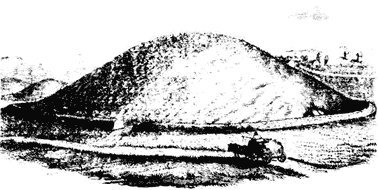
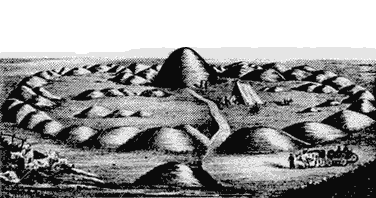
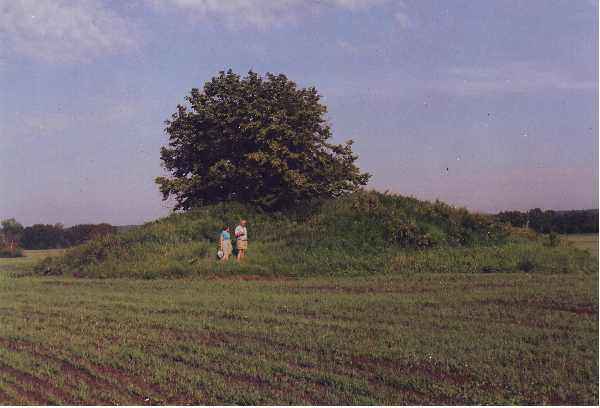
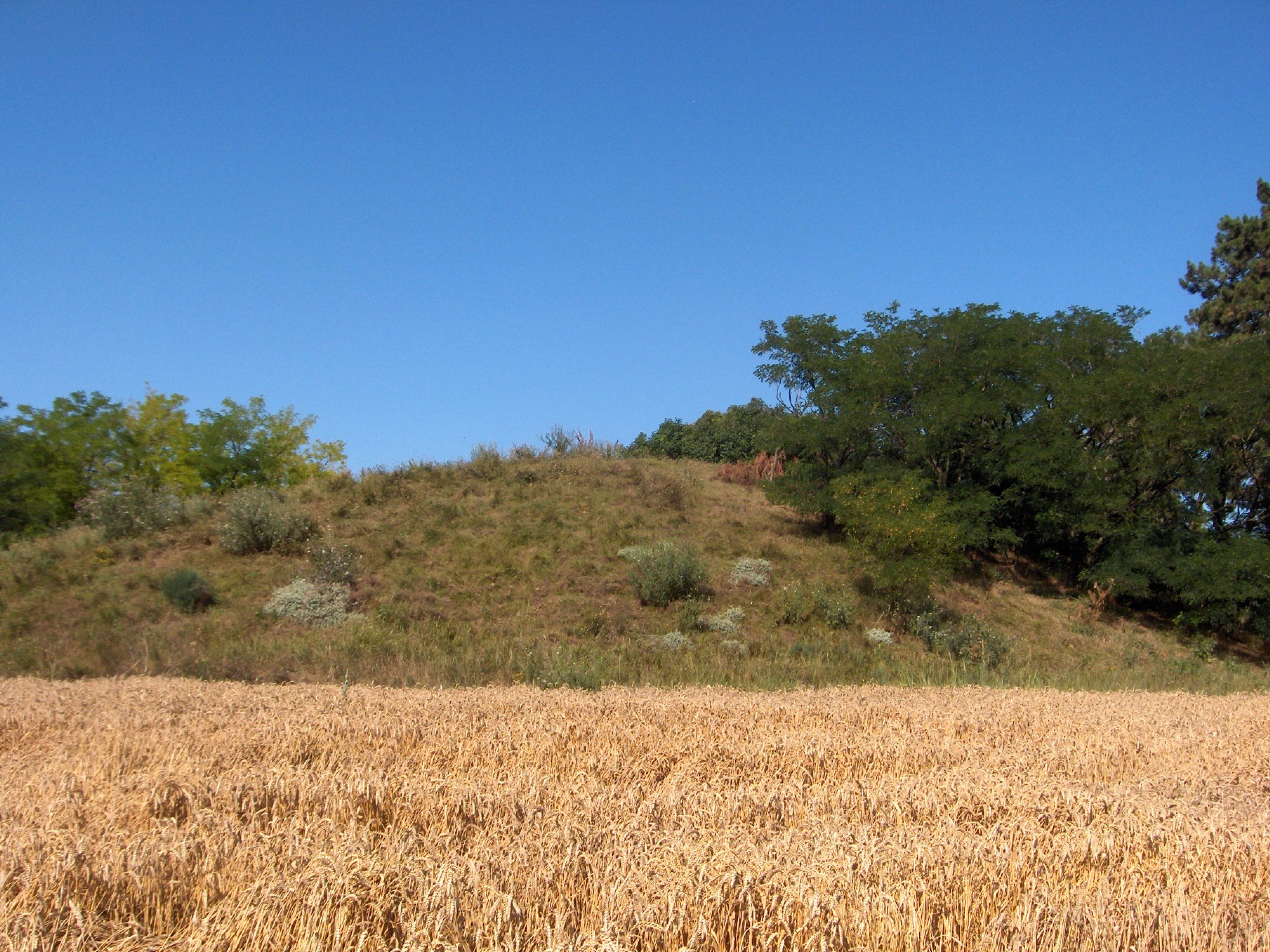
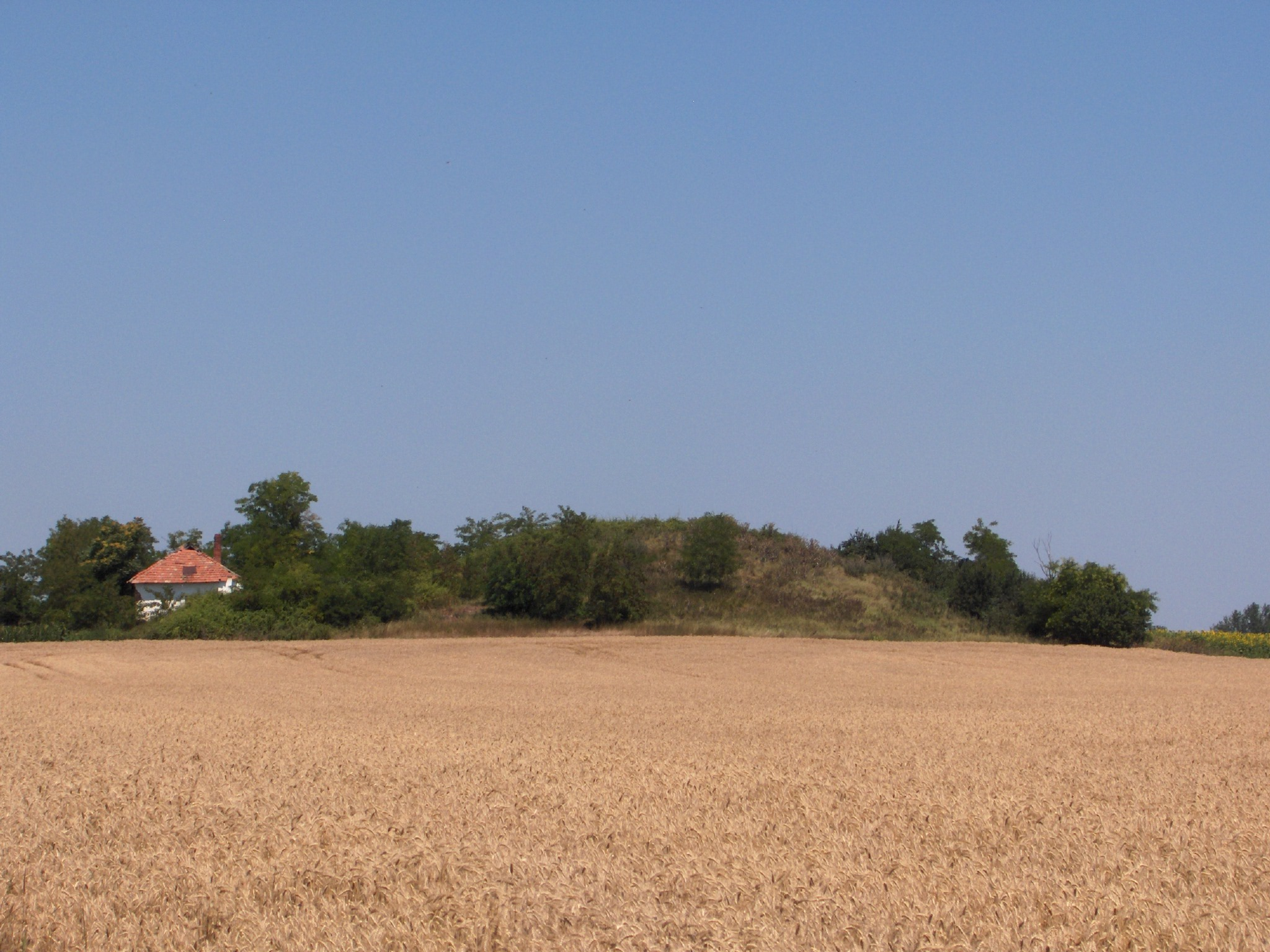
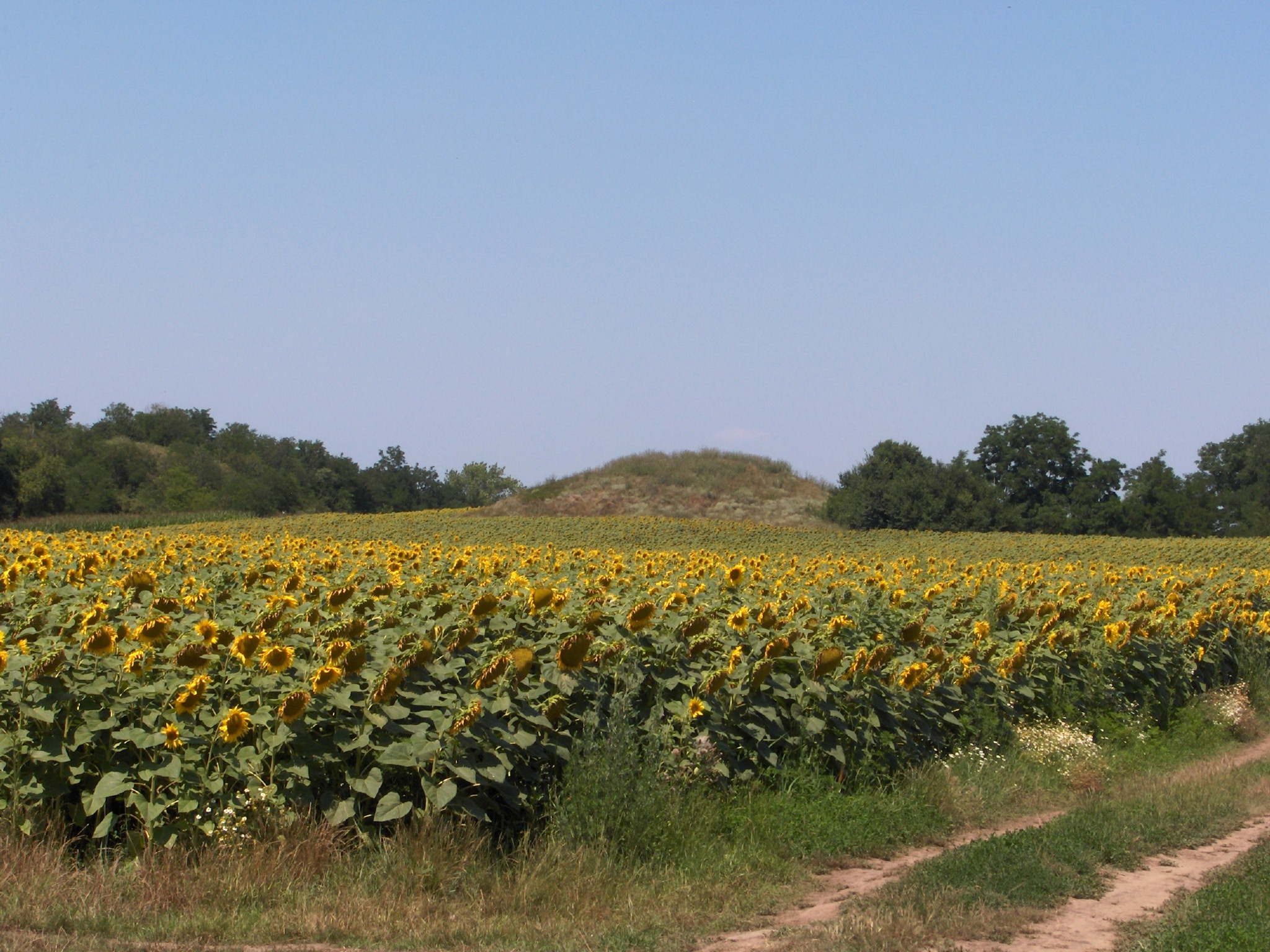